# The Austin Chronicle
Il The Austin Chronicle è un quotidiano con sede ad Austin nel Texas, dove viene pubblicato ogni mercoledì. Il documento è distribuito attraverso edicole gratuite, spesso in ristoranti o caffetterie locali frequentati dal suo target demografico. Il giornale ha riportato un numero di lettori settimanali di 545.500. Fa parte dell'Association of Alternative Newsmedia ed emula le tipiche pubblicazioni degli anni Sessanta del movimento della controcultura.